# Erissus bilineatus
Erissus bilineatus är en spindelart som beskrevs av Cândido Firmino de Mello-Leitão 1929. 
Erissus bilineatus ingår i släktet Erissus och familjen krabbspindlar. Inga underarter finns listade i Catalogue of Life.